# Ceinture périphérique intérieure de Jakarta
La ceinture périphérique intérieure de Jakarta (Jalan Tol Dalam Kota Jakarta) est une autoroute à péage entourant la ville de Jakarta, la capitale de l'Indonésie. Ses tronçons nord et est sont une voie de contournement. L'autoroute est exploitée par PT Jasa Marga Tbk et PT Citra Marga Nushapala Persada Tbk (CMNP).

## Histoire
La ceinture périphérique intérieure de Jakarta a débuté avec l’ouverture de la Jalan Jenderal Gatot Subroto qui coupe la Jalan Sudirman au pont en trèfle de Semanggi, construit dans les années 1960. Au début des années 1970, Gatot Subroto avait été prolongée au-delà du quartier de Tebet pour devenir la Jalan MT Haryono jusqu'à Cawang et rejoignait la jonction avec la Jalan Jenderal Panjaitan. Dans les années 1970, un autre axe majeur reliant les Jalan Jenderal Achmad Yani et Laksamana Yos Sudarso a été construit dans l'est de Jakarta. Cet axe devait relier l'échangeur de Semanggi au port de Tanjung Priok. Cette autoroute d’une importance capitale, reliant le centre de Jakarta à son port, connue à l’époque sous le nom de "Jakarta Bypass" parce qu'elle permettait le contournement de Jakarta, était le prototype de la ceinture périphérique intérieure. La construction de la Bypass avait été financée avec une assistance des États-Unis et achevée en 1963.
La Jakarta Bypass a également permis la croissance des nouveaux quartiers de Cempaka Putih, Pulo Mas, Senen, Rawamangun et Salemba. 

## Section
La ceinture périphérique intérieure de Jakarta a plusieurs sections :
- L'autoroute à péage Cawang – Pluit
- L'autoroute à péage du port
- L'autoroute à péage Ir. Wiyoto Wiyono.

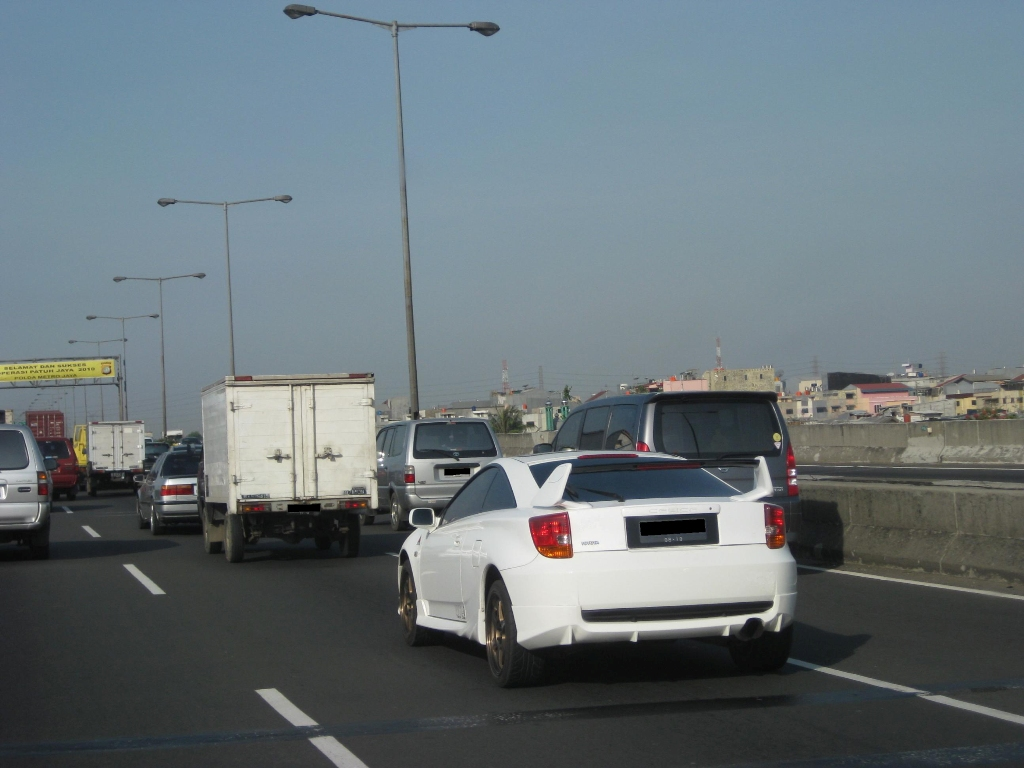
L'autoroute à péage du port en direction de l'est

|  |  |
|  |  |
|  |  |
|  |  |
|  |  |
|  |  |

|  |  |  |  |  |

## Ouvrages cités
- Scott Merrillees, Jakarta : Portraits of a Capital 1950-1980, Jakarta, Equinox Publishing, 2015, 159 p. (ISBN 978-602-8397-30-8, lire en ligne)